# Santa Cruz Chinic
Santa Cruz Chinic, es una pequeña localidad del estado de Yucatán, México, en el territorio del municipio de Baca ubicada al norte de Baca, la cabecera municipal.

## Toponimia
El nombre (Santa Cruz Chinic') hace referencia a la Vera Cruz (cristianismo); chinic proviene del idioma maya.

## Demografía
Según el censo de 2005 realizado por el INEGI, la población de la localidad era de 0 habitantes.
| 0                           | 0 | 0 | 0 |
| (Fuente: INEGI [Consultar]) |   |   |   |

## Galería

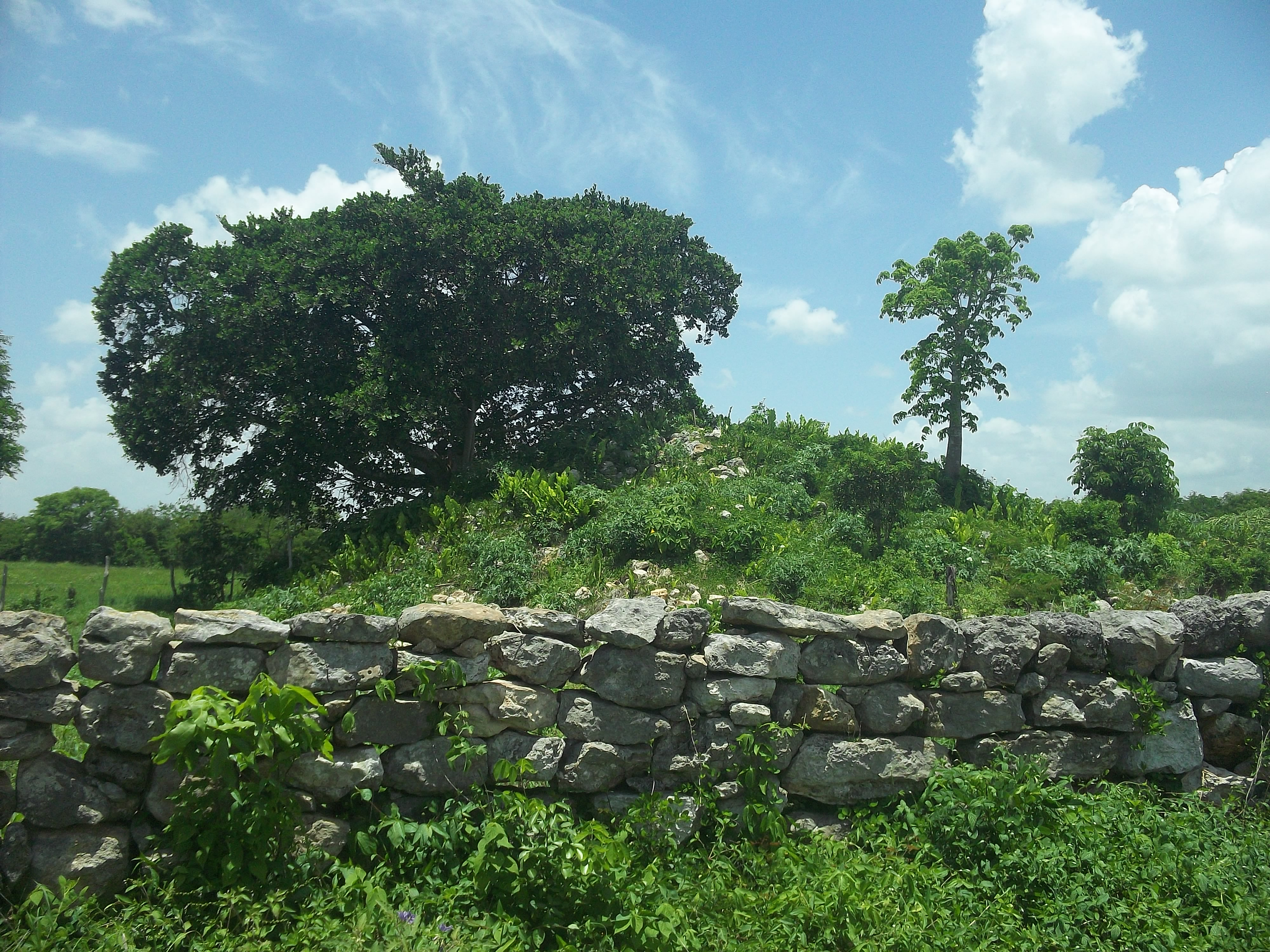
Santa Cruz Chinic.
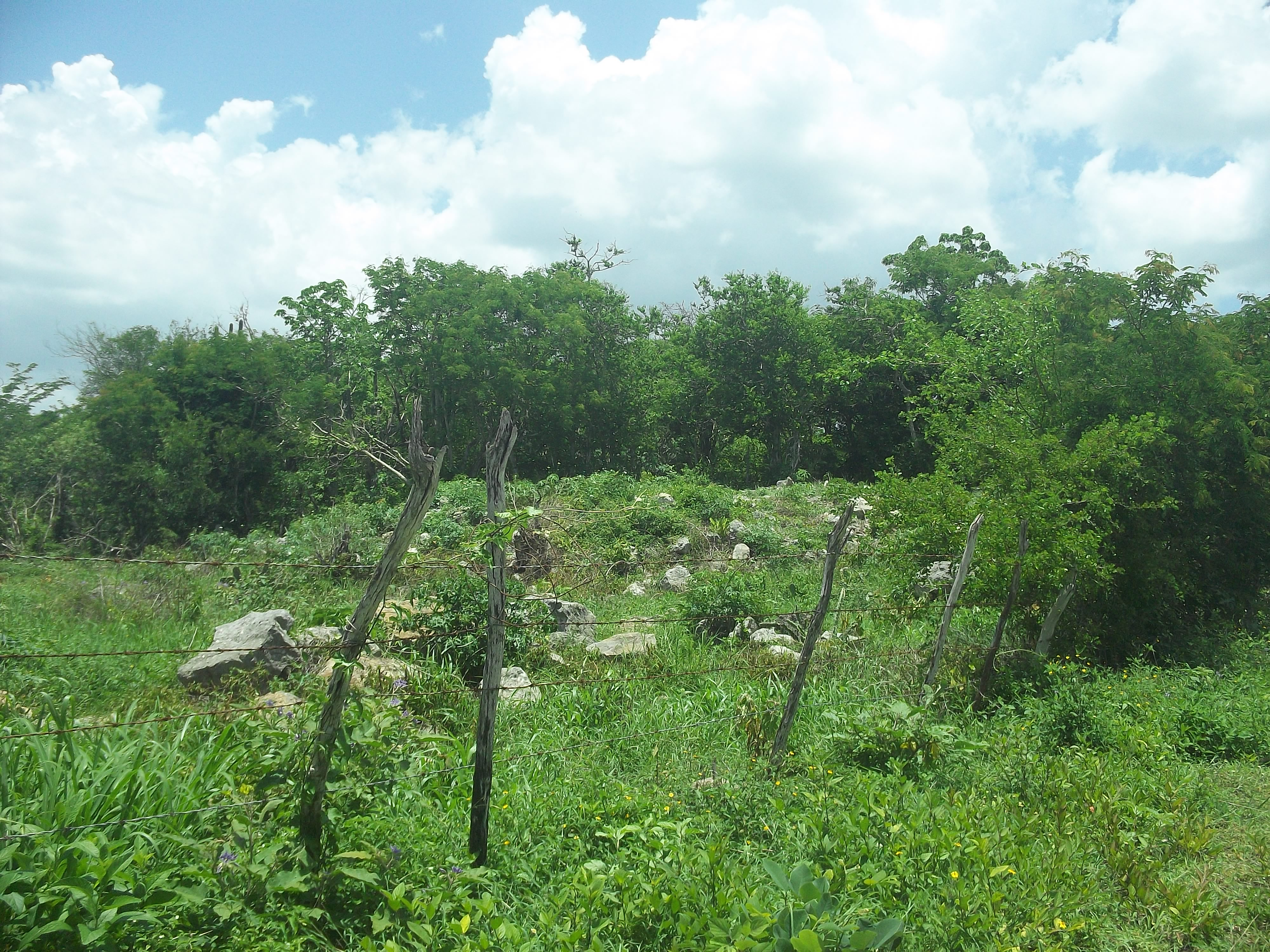
Santa Cruz Chinic.
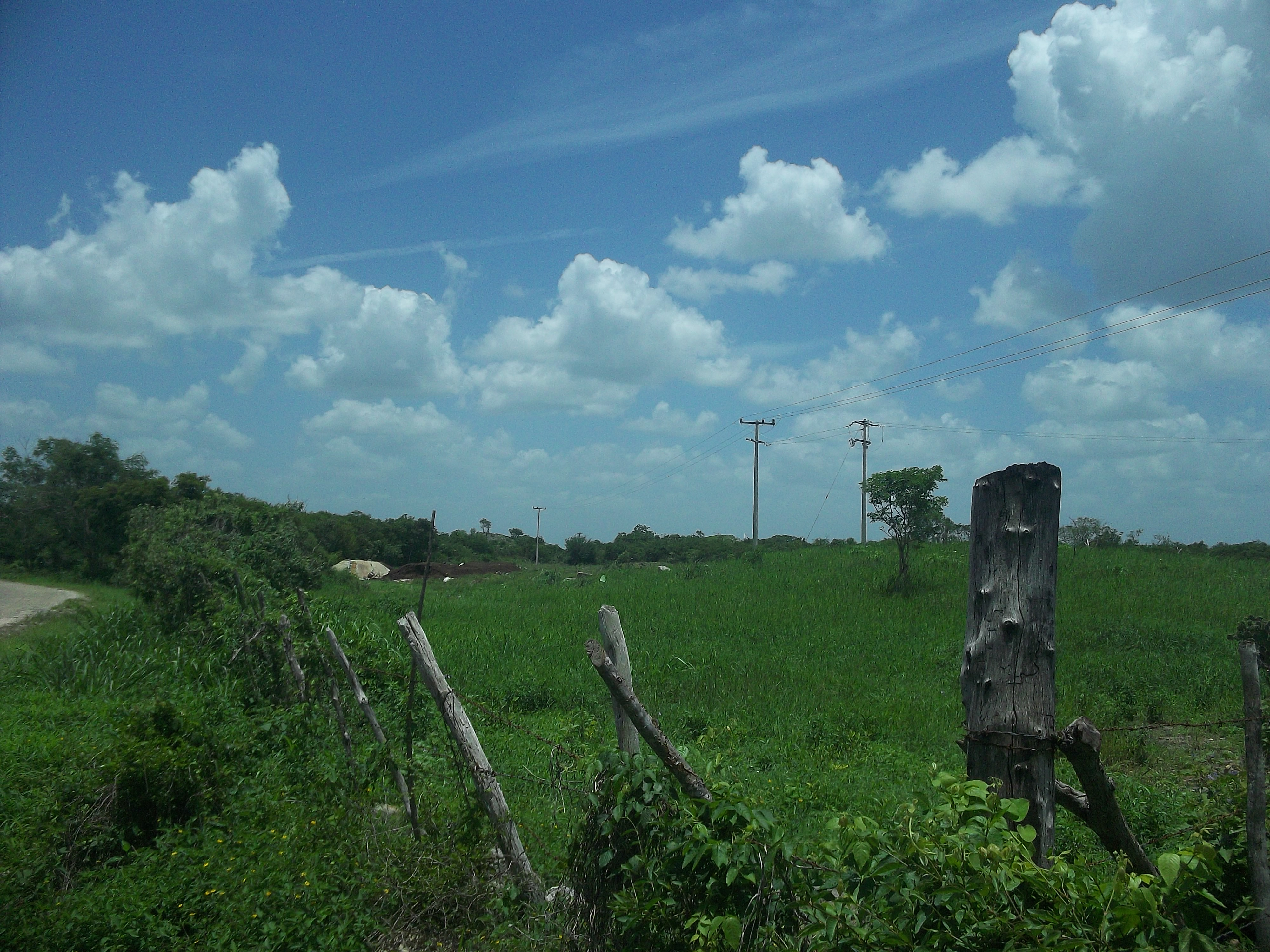
Santa Cruz Chinic.